# 서산 휴암리 선사유적지
서산 휴암리 선사유적지(瑞山 休岩里 先史遺蹟址)는 대한민국 충청남도 서산시 해미면 휴암리에 있는 선사시대의 유적지이다. 2005년 10월 31일 충청남도의 기념물 제169호로 지정되었다.

## 개요
해미면 휴암리 유적은 해미천을 따라 바닷물과 민물이 만나는 지점으로 선사문화가 형성되기 좋은 조건을 갖춘 곳이다. 1970년에 국립중앙박물관에서 4차례의 발굴조사를 실시하여 수혈주거지 11기, 부석유구(敷石遺構) 1개소, 석총 1기, 야외노지 1기의 유적이 확인되었다. 부석유구에서 신석기시대 빗살무늬토기편이 수습되었고, 민무늬토기는 바리토기·사발·잔·목항아리가, 석기로는 화살촉·돌검·돌끌·숫돌·반달돌칼·돌도끼, 가락바퀴 등이 수습되었다.
빗살무늬토기는 신석기 시대의 대표적 유물이고, 민무늬토기는 청동기 시대의 유물이다. 따라서 휴암리 유적은 신석기 시기에서 청동기 시기까지 사람들이 계속하여 거주한 곳이라고 할 수 있다. 발굴조사결과 BC 8세기경에 조성된 신석기·청동기시대 유적으로 특히 청동기시대 중기의 문화양상을 살펴볼 수 있는 좋은 자료이다.

## 집터
휴암리 유적에서는 모두 11개의 움집 터가 발굴되었다. 집터는 모가 둥근 장방형이나 타원형 모양으로 집안에 화덕 자리가 없는 것이 특징이다. 이와 같은 형태의 집터는 한반도의 서남부 여러 곳에서 발견되었다. 이러한 모양의 움집 터를 휴암리형 집터라고 한다. 휴암리형 집터는 신석기시대의 일반형 집터가 보통 20m2 내외에서 큰 것은 70m2에 이르는 장방형인 것과 달리 보다 작고 둥근 모양을 가지고 있다.

## 토기
휴암리 유적에서 발굴된 민무늬토기에는 볍씨가 붙어 있어 당시부터 벼농사를 지었음을 알 수 있다.

## 참고 문헌
- 서산휴암리선사유적지 - 국가유산청 국가유산포털